# 高山新木薑子
高山新木薑子（学名：Neolitsea acuminatissima）为樟科新木薑子屬下的一个种。

## 扩展阅读
- 維基物種上的相關：高山新木薑子